# کوتن (زاکسن-آنهالت)
کوتن (به آلمانی: Kütten) یک منطقهٔ مسکونی در آلمان است که در پترسبرگ (زاکسونی)-آنهالت واقع شده‌است. کوتن ۴۲۲ نفر جمعیت دارد.